# Чеснопіль
Чесно́піль — село в Україні, у Тальнівській міській громаді, Звенигородського району Черкаської області. У селі мешкає 136 людей.

## Історія
Станом на 1885 рік у колишньому власницькому селі Торговицької волості Уманського повіту Київської губернії мешкало 673 осіб, налічувалось 134 дворових господарства, існувала православна церква та школа.
Клірові відомості, метричні книги церкви св. Параскеви с. Чеснопіль Катеринопільського пов. Вознесенського нам. , з 1797 р. Уманського пов. Київської губ. зберігаються в ЦДІАК України. https://cdiak.archives.gov.ua/baza_geog_pok/church/ches_001.xml
Село постраждало внаслідок геноциду українського народу, проведеного окупаційним урядом СССР 1923-1933 та 1946-1947 роках[джерело?].

## Пам'ятки
- Синюський заказник — ландшафтний заказник місцевого значення.